# Dekanat Hradec Králové
Dekanat Hradec Králové – jeden z 14 dekanatów diecezji hradeckiej w Czechach. W jego skład wchodzi 22 parafii. 

## Lista parafii
| Lp. | Miejscowość                          | Parafia                                        |
| --- | ------------------------------------ | ---------------------------------------------- |
| 1   | Černilov                             | Parafia św. Stefana                            |
| 2   | Číbuz                                | Parafia św. Wacława                            |
| 3   | Dobřenice                            | Parafia św. Klemensa                           |
| 4   | Dohalice                             | Parafia św. Jana Chrzciciela                   |
| 5   | Holohlavy                            | Parafia św. Jana Chrzciciela                   |
| 6   | Hradec Králové                       | Parafia Ducha Świętego                         |
| 7   | Hradec Králové                       | Parafia Wniebowzięcia Najświętszej Maryi Panny |
| 8   | Hradec Králové - Kukleny             | Parafia św. Anny                               |
| 9   | Hradec Králové - Nový Hradec Králové | Parafia św. Jana Chrzciciela                   |
| 10  | Hradec Králové - Pouchov             | Parafia św. Pawła                              |
| 11  | Hradec Králové - Pražské Předměstí   | Parafia Najświętszego Serca Jezusowego         |
| 12  | Chlumec nad Cidlinou                 | Parafia św. Urszuli                            |
| 13  | Kratonohy                            | Parafia św. Jakuba Starszego Apostoła          |
| 14  | Libčany                              | Parafia Wniebowzięcia Najświętszej Maryi Panny |
| 15  | Libřice                              | Parafia św. Michała Archanioła                 |
| 16  | Lochenice                            | Parafia Narodzenia Najświętszej Maryi Panny    |
| 17  | Lovčice                              | Parafia św. Bartłomieja                        |
| 18  | Nechanice                            | Parafia Wniebowzięcia Najświętszej Maryi Panny |
| 19  | Nový Bydžov                          | Parafia św. Wawrzyńca                          |
| 20  | Osice                                | Parafia Wniebowzięcia Najświętszej Maryi Panny |
| 21  | Třebechovice pod Orebem              | Parafia św. Andrzeja                           |
| 22  | Všestary                             | Parafia Trójcy Przenajświętszej                |